# VdB 56
vdB 56 è una nebulosa a riflessione visibile nella costellazione del Toro.
La sua posizione si individua nella parte orientale della costellazione, a circa 30 primi d'arco in direzione ESE della stella 126 Tauri, di magnitudine 5,04; appare come un filamento molto tenue di gas allungato in senso est-ovest, il cui colore, conferito dalla stella responsabile della sua illuminazione, è azzurrognolo. Questa stella è nota con la sigla HD 38065 ed è una stella bianca di classe spettrale A2V; la sua parallasse è stata calcolata in 13,3 mas, da cui si desume una distanza di circa 75 parsec (pari a 245 anni luce).